# DMZ Peace Train Music Festival
DMZ Peace Train Music Festival är en musikfestival som hålls i Cheorwon-gun Gangwon, Sydkorea. Den hålls nära gränsen till Nordkorea och är avsedd att främja fred och enande på en plats som symboliserar delningen av den Koreahalvön. Evenemanget arrangeras av Seoul, Cheorwon-gun och Gangwon och skapades när Glastonburyfestivalen och The Great Escape Festival huvudbokare Martin Elbourne besökte Korea 2017 och besökte Koreas demilitariserade zon tillsammans med Zandari Festa-arrangörerna Dalse Kong Yoon-young och Lee Dong-yeon.
Goseokjeong användes som huvudarena för festivalen, och artisterna uppträdde även på Woljeong-ri Station och Soyisan Mountain, som är viktiga platser för de interkoreanska relationerna.
Under 2018, var det gratis, och Glen Matlock, basist i Sex Pistols, uttryckte sin avsikt att delta och bad bara om kostnaden för flygresan. Under 2019 anslöt sig The Velvet Underground medlemmen John Cale och det danska postpunkbandet Iceage till festivalen.
2020 och 2021 ställdes in på grund av covid-19-pandemin, men 2022 hölls evenemanget igen. År 2023 kommer 26 konstnärer från 10 länder att delta i festivalen.